# 検事・朝日奈耀子
『検事・朝日奈耀子』（けんじ・あさひなようこ）は、2003年から2017年までテレビ朝日系で放送されたテレビドラマシリーズ。全19回。主演は眞野あずさ。
副題は『聴診器を持つ女検事』（第1作 - 第3作） → 『医師&検事〜2つの顔を持つ女！』（第4作 - ）。
第16作までは『土曜ワイド劇場』で、第17・18作は『土曜プライム・土曜ワイド劇場』で、第19作は『日曜ワイド』でそれぞれ放送された。

## 登場人物

### 東京地方検察庁
朝日奈耀子
演 - 眞野あずさ
検事。愛称は「耀子ちゃん」。医師免許を持つ検事。そのために、聴診器をいつも携帯している。
上司である倉持は「心情派」と彼女の仕事のやり方を表現する。彼女にかかった被疑者は再犯ゼロである。事件を扱う反動からか、仕事での一日が終わると、パッと飲みたくなるという一面も。ただし料理は苦手のよう。味処「礼子」で料理の腕をふるうときがあるが、食べた面々からあまりの味のひどさに嫌な顔をされることも。
大山聡
演 - 内藤剛志
検察事務官。愛称は「ヤマさん」。耀子を担当する。家族は、20歳も歳の離れた妻･サユリと娘･美穂（第1作では幼稚園児の設定）がいる。風呂とトイレ掃除が日課と言うほどで、家の家事もほとんど担当するが、弁当は妻が作っている（中身は「ハート」「スキ」の文字などがかざられている）。朝日奈検事の弁当も作る。

### 元東京地検のメンバー
倉持哲也
演 - 北村総一朗（第1作 - 第14作）
刑事部刑事部長。耀子の仕事ぶりを信頼している。家族は妻を何年か前に亡くしている。礼子の事が好きである。
小柳倫子
演 - 深浦加奈子（第1作・第3作・第4作）、山下容莉枝（第2作）
検事。耀子より先輩の検事である。上司の倉持からは、「六法全書派」と表現されるも、冷たいイメージと思われるのを嫌っている。耀子が遅刻するたびに、仕事が自分の方へ押し寄せられ、迷惑している。
神林江美子
演 - 岡本麗（第5作）
検事。
立川正人
演 - 松田悟志（第6作 - 第18作）
東京地検に赴任して来た検事（第6作）。自転車通勤をしている。
北野留美
演 - 木下あゆ美（第6作 - 第18作）
東京地検に赴任して来た検事（第6作）。「しゃべる六法全書」と立川に言われている。

### 警察関係者
高野裕司
演 - 大場順（第5作 - 第7作）
警視庁西新宿警察署 刑事。
土田健一
演 - 地曵豪（第6作・第7作）
警視庁西新宿警察署 刑事。高野の部下。
西村
演 - 山本紀彦（第14作 - 第18作）
経歴：警視庁白金警察署（第14作）
→ 警視庁成城中央警察署（第15作）
→ 警視庁銀座警察署捜査一課（第16作 - 第18作）
刑事。
渡辺
演 - 朝日奈こうや（第14作 - 第18作）
経歴：警視庁白金警察署（第14作）
→ 警視庁成城中央警察署（第15作）
→ 警視庁銀座警察署捜査一課（第16作 - 第18作）
刑事。西村の部下。

### その他
宮崎礼子
演 - 大島さと子
味処「礼子」（第1作 - 第18作） → 小料理「飲み平」（第19作）の女将。
この店は、朝日奈耀子らの行きつけの店である。過去に傷害罪（だまされ、貢がされそうになった同級生の男・木島信之を刺してしまう）を犯し、半年の実刑判決を受けた後、店を開く（第1作時に開店）。耀子は当時の彼女の担当検事（義理もなく立場を忘れて、被害者の男性を叱っている）であり、彼女が立ち直るきっかけとなっている。だが、第2作では、その被害者の妻・道代から新たな疑いをかけられてしまった事も。
大山サユリ
演 - 勝村美香（第2作 - 第4作）、中江里香（第5作）、クノ真季子（第8作 - 第18作）
大山聡の妻。
大山美穂
演 - 文屋愛海（第2作）、猪鼻真依（第3作）、山田果琳（第4作）、小西結子（第5作・第8作 - 第17作）、原舞歌（第18作）
大山聡とサユリの娘。
スカッシュ選手
演 - 松井千夏（第13作 - 第18作）
朝日奈耀子に教えるインストラクター。

### ゲスト
第1作「偽装心中殺人連鎖…!? 猫が暴いた犬吠崎完全犯罪トリック!」（2003年）
- 寺崎麻子（バーのホステス） - 秋本奈緒美
- 塚本順一（弁護士） - 清水綋治
- 室田修（東世田谷警察署 刑事） - 大場順
- 江口俊之（弁護士） - 神保悟志
- 河田久美（看護師） - 有沢妃呂子
- 塚本順也（三谷建設 社員） - 西川忠志
- マリ（ホステス） - 山内紅実
- 山田康子（3年前絞殺） - 藤井真喜子
- 野川裕一（銚子の巡査） - 石沢徹
- 前田ミホ - 辻睦美
- 河田孝史 - 福谷亮弥
- 河田園子（久美の母） - 吉村実子
- 相沢道代 - 大島蓉子
- 田宮邦雄（工場経営） - 有薗芳記

第2作「東京－伊豆稲取温泉 時間差13分の完全犯罪トリック!」（2004年）
- 木島道代（宮崎礼子の高校時代の同級生） - 美保純
- 野上伸江（道代の叔母） - 沢田雅美
- 続木直也（続木建設 社長） - 高杉亘
- 木島信之（道代の夫・5年前 宮崎礼子に刺される） - 柄沢次郎
- 西村卓治（無職・稲取東警察署 元刑事） - 深水三章
- 井沢誠（宮崎礼子を刺した男） - 酒井敏也
- 松野吾郎（渋谷西警察署 刑事） - 菅原大吉
- 東山健一（渋谷西警察署 刑事） - 石山浩亨
- 江口剛三（警備員） - 山田明郷
- 河合俊二 - 木村靖司
- 続木の刑務官 - 田村学

第3作「娘を8年間奪われた母!」（2005年）
- 松下道子（無職） - 藤田朋子
- 高野加奈子（前科者） - 筒井真理子
- 西川久美（西川の妻） - 神保美喜
- 西川裕一（西川病院 院長） - 矢島健一
- 石塚高雄（真一の父） - 山田吾一
- 森村恵子（西川病院 看護師） - 棟里佳
- 江崎文子（古河医療器具 社員） - 舟木幸
- 佐野誠（警視庁東世田谷警察署 刑事） - 高杉航大
- 江藤健作（西川病院 事務長） - 奥田達士
- 石塚友子（真一と道子の娘） - 碇由貴子
- 石塚昌枝（真一の母） - 池田道枝
- 飯村徹（弁護士） - 大城英司
- 石塚真一（道子の夫・8年前刺殺） - 中根徹
- 戸田茂男（警視庁東世田谷警察署 刑事） - 木下政治

第4作「函館立待岬 北の殺人物語」（2006年）
- 真鍋恵美（レストラン「喜羊苑」店長） - 涼風真世
- 高瀬真也（城陽大学 教授・恵美の高校の先輩） - 春田純一
- 筒井誠（渋谷中央警察署 刑事） - 河西健司
- 佐々木佳代（西村の愛人） - 大沢逸美
- 西村雄二（5年前 強盗事件で逮捕） - 湯江健幸
- 野上健一（函館西警察署 刑事） - 小林正寛
- 秋山幸一（函館西警察署 刑事） - 黒沼弘己
- 矢島修司 - 清水宏
- 岸川豊（トラック運転手） - みのすけ
- 真鍋治郎（恵美の義父・路面電車運転手） - 加藤茶
- 前川由紀子（喜羊苑オーナー） - 松井紀美江
- 高瀬美紀子（高瀬の妻） - 一紗まひろ
- ボーイ - 田村学
- 被疑者 - 堀井茶渡

第5作「仙台〜松島殺意の旅」（2006年）
- 木島夏子（弁護士） - 渡辺梓
- 真田一郎（新都金融 警備員） - 勝村政信（少年期：濱川歩）
- 真田恵子（真田の妻） - 大寶智子
- 江坂公介（江坂建設 社長） - 井上純一
- 松村真也（新芸出版 記者） - 遠山俊也
- 山村幸一（夏子の元恋人） - 菊池均也
- 黒崎二郎（フリーカメラマン） - 李鐘浩
- 木島園子（夏子の母） - 高山真樹
- 筒井健一（フリーの記者） - 河野洋一郎
- 田宮正之（夏子の担当医） - 小野了
- 小野修治（警視庁西新宿警察署 刑事） - 水野大
- 木内のぼる（新芸出版 記者） - 平井真軌
- 木島千夏（夏子の娘） - 須田ひかり
- 瀬崎雄吉 - 唐沢民賢

第6作「温かい死体!鬼怒川温泉殺人連鎖」（2008年）
- 豊岡誠二（居酒屋「豊ちゃん」店主） - 梅沢富美男
- 寺島加奈（杉本の恋人・印刷会社勤務） - 川上麻衣子（幼少期：樋下田夢乃）
- 野々村伸一（あさやホテル勤務・元船頭） - 木村元
- 久保江美（女子高生） - 高橋あゆみ
- 杉本真也（東京未来信用金庫 職員・故人） - 星野健司
- 寺島幸吉（加奈の叔父・元船頭） - 竜雷太
- 西川正行（東京未来信用金庫 職員） - 松澤一之
- 田宮信三（30年前に強盗殺人事件を起こし服役） - 秋間登
- 星野美紀子（バー「やすらぎ」雇われママ） - 久世星佳
- 寺島修司（加奈の父・30年前死亡） - サイ・ホージン
- 寺島道子（加奈の母・30年前死亡） - 佐藤智美
- 安田トオル - 中野高志
- 野上幸雄（巡査） - 押川善文
- 池内俊和（東京未来信用金庫 理事長） - 黒部進

第7作「生きたまま死後硬直!?“4回殺された男”」（2009年）
- 佐野美佐子（立ち食いそば「そば作」西口通店店員・旧姓「山下」・25年前 夫の殺害容疑で15年の刑を受ける） - 仁科亜季子
- 菅崎知子（菅崎の妻・土産物屋店員） - 根本りつ子
- 川村早紀（「スナック みちのく」ママ・田所の愛人） - ふせえり
- 中川由利子（美佐子の娘・花屋店員） - 小野真弓（4歳：髙木彩那）
- 中川一也（美佐子の息子で由利子の兄・山中湖貸しボート屋店員） - 大西信満（7歳：野副隼）
- 菅崎祐介（山梨県山中警察署 元刑事・25年前撲殺） - 志村東吾
- 菅崎恭介（菅崎と知子の息子・由利子の恋人・山梨県議会議員立候補者） - 三浦誠己（7歳：佐々木陽向）
- 丸岡正一（偽名「田所健一」・25年前に山梨県甲府市内で傷害事件を起こし逃亡、祐介殺害の被疑者） - 長谷川公彦
- 名倉洋一（闇金業者） - 山本浩司
- 木内（菅崎知子を目撃した近所の住人） - 小柳友貴美
- 食堂店主 - 伊藤克信
- 池内修司（立ち食いそば「そば作」西口通店店長） - 九十九一
- 山下誠二（美佐子の2番目の夫・民宿「富士里荘」元経営者・25年前刺殺） - 横山一敏
- 「スナック みちのく」常連客 - 山崎海童
- 柏木善之（富士吉田市立病院 循環器科 医師） - 野本卓也
- 花屋オーナー - 時任亜弓
- 警視庁西新宿警察署 刑事 - 水野大、新虎幸明
- 横田（山梨県山中警察署 刑事） - 菊池隆志
- 田辺孝雄（衆議院議員） - 原田信義
- レポーター - 羽里早紀子
- 富士吉田市立病院 看護師 - 三嶋紗緒里
- 係官 - 藤川千尋、下間志都香
- 真鍋登（老人ホームの理事・山梨県山中警察署 元刑事） - 石橋蓮司

第8作「空飛ぶ注射針トリック!? 犯人を透視する女の罠」（2009年）
- 雨宮吾郎（福島県小名浜の漁師） - 勝野洋
- 一ノ瀬真也（亜矢子の息子） - 若林久弥
- 寺尾洋介（ダーツバーのマスター） - 河西健司
- 江藤建作（麻布警察署 刑事） - 池田政典
- 黒木勇次（真也の仲間） - 萬雅之
- 畑中理恵（黒木の恋人・ウェイトレス） - 水谷ケイ
- 中川浩一（刑事） - 伊藤毅
- 園田美香（啓聖病院 看護師） - 渡辺瞳（少女期：成嶋こと里）
- 三好（渋谷東警察署 刑事） - 山内としお
- 立石徹（啓聖病院 医師） - 加門良
- 西川彰（エガールジャパン 社員） - 宮吉康夫
- 結城哲平（元外科医・故人） - 奈良坂篤
- 一ノ瀬亜矢子（弁護士・元検事） - かとうかず子
- 長野久美（看護師） - 深澤しほ
- 安田（池袋中央警察署 巡査） - 剣持直明
- 加山ミチ（一ノ瀬のストーカー被害者） - 宮田智佳
- 園田美香の祖母 - 小田島敏子
- ホテルのフロント係 - 菊池隆志
- 係員 - 田村学
- 雨宮友子（律子の連れ子・15歳の時に溺死） - 齊藤絵里奈（幼少期：伊集院茉衣）
- 長野久美（看護師） - 渡辺舞
- 雨宮律子（雨宮と再婚・ホテル勤務） - 平淑恵

第9作「那須温泉へ続く透明な血痕!?」（2010年）
- 阿久津里子（小学校教諭） - 床嶋佳子
- 江口美枝子（江口の妻・スーパーのパート） - 野村真美
- 江口洋司（タクシードライバー） - 天宮良
- 杉本友子（杉本の妻・定食屋「三宝」店員） - 大村彩子
- 野々村伸一（契約記者） - 篠塚勝
- 遠藤（警視庁西麻布警察署 刑事） - 山本紀彦
- 杉本哲雄（城南大学 元講師・故人） - 蟹江一平
- 尾崎幸夫（定食屋「三宝」店主） - 若林哲行
- 藤村真紀（城南大学 学生） - 内田もも香
- 阿久津勇作（里子の夫・元中学校教諭・6年前病死） - 相澤一成
- 中川進（フリーの雑誌記者） - 山内としお
- 野上（警視庁西麻布警察署 刑事） - 松田貴盛（朝日奈こうや）
- 編集長 - 千葉茂則
- ホテル従業員 - 萩美香
- タクシー会社従業員 - 菊池隆志
- 米山辰也（城南大学経済学部 部長） - 中丸新将

第10作「滝つぼに落ちたら結石が消えた!? 群馬四万温泉、持病が変わる殺人トリック」（2011年）
- 塩屋奈津子（ムライ八王子運送 社員） - 星野真里
- 今井紀子（スナック「コスモス」雇われママ） - 伊藤かずえ（幼少期：池田心雪 / 17歳：塚田帆南）
- 田代裕一（グローバル金属八王子支店 社員） - デビット伊東
- 富岡（警視庁西八王子警察署 刑事） - 山本紀彦
- 鷲尾一也（奈津子のヒモ） - 草野康太
- 村井洋一（ムライ八王子運送 社長） - 筒井巧
- 堀田（警視庁西八王子警察署 刑事） - 草薙仁
- 松村（吾妻警察署 刑事） - 渡辺寛二
- 紺野（吾妻警察署 刑事） - 朝日奈こうや
- 及川（材木店） - 菊池均也
- 「四万やまぐち館」女将 - 田村久美子
- ムライ八王子運送 社員 - 片岡富枝
- 「四万やまぐち館」仲居 - 萩美香
- 今井信夫（紀子の父） - 松村曜生
- 村井ユリ（村井の娘） - 遠藤璃菜
- 塩屋秋子（奈津子の母） - 赤座美代子
- 坂本邦夫（不動産コンサルタント） - 川野太郎

第11作「ご祝儀袋で殺人依頼!? 死体が歩いてアリバイを崩した!!」（2011年）
- 矢島久美（勇介と友美の母） - 原日出子
- 松村洋一（久美の元夫） - 下條アトム
- 土屋誠一（綜合アパレル企業「オンザニット」2代目社長） - 池内万作
- 金子一郎（警視庁渋谷中央警察署 刑事） - 山本紀彦
- 岩村（飯田警察署 刑事） - 小林正寛
- 遠藤美雪（オンザニット 社員・勇介の婚約者） - 大塚千弘
- 矢島勇介（友美の兄・ヴィムスポーツクラブ 勤務） - 反田孝幸（幼少期：柬理晴哉）
- 矢島友美（オンザニット 元社員・故人） - 緑川静香（幼少期：小田蘭）
- 徳井誠（警視庁渋谷中央警察署 刑事） - 朝比奈こうや
- 西川（城南警察病院 医師） - 石田登星
- 棚田の老婆 - 別府康子
- 居酒屋店主 - 依田厳城
- 鑑識員 - 天原まさみち
- 看護師 - 深澤しほ
- 「よし乃亭」仲居 - 柳川なほ
- 女性検察官 - 長谷川香枝
- 須田満江（スナック「アルテミス」ママ） - 芳本美代子
- 野上健二（オンザニット 常務） - 太川陽介

第12作「白骨の女に4回殺された男!? 海と陸の時刻表トリックを紫色の砂浜が暴く!!」（2012年）
- 森野京子（美容師） - 国生さゆり（少女期：石橋宇輪）
- 宮田誠司（サードシー建設 東京支店長） - 津田寛治
- 根岸裕一（根岸クリーニング 店主） - 本宮泰風
- 松村（五反田警察署 刑事） - 山本紀彦
- 今井（愛知県西浦警察署 刑事） - 若林哲行
- 民宿「ゆきや」女将 - 一柳みる
- 津山友子（京子の妹・3年前から行方不明） - 浅川稚広（幼少期：篠川桃音）
- 新藤健二（ブティック経営） - 筒井巧
- 堀内（ホテルの送迎バス運転手） - 南原健朗
- 曽根（五反田警察署 刑事） - 朝比奈こうや
- 矢島利江（花屋店主） - 中村敦子
- アパート管理人 - 上杉二美
- 漁師 - 加藤満
- 「天の丸ホテル」フロント係 - 菊池隆志
- 西浦温泉旅館「葵」従業員 - 佐藤正浩
- 宮田誠司の秘書 - 石田尚巳
- 西浦温泉旅館「葵」仲居 - 宮田智佳
- 女性係官 - 柳川なほ
- 新藤朝子（新藤の妻） - 遊井亮子
- 宮田江美（宮田の妻） - 中原果南

第13作「犯人が行列するロープウェイ!! 標高932m殺人トリック 赤いコートを着ると背中を日焼けする!?」（2013年）
- 久保美佐子（レストラン「エッグ&エッグ」シェフ） - 宮本真希
- 木下裕一（美佐子のストーカー） - 相島一之
- 田島夕子（群馬県警伊香保警察署 刑事） - 大谷みつほ
- 安永雄二（東西日報 本社部長） - 池田政典
- 野々村直美（野々村の妻・ホステス） - 塩山みさこ
- 久保康子（久保の母） - 上月左知子
- 松村（吉祥寺警察署 刑事） - 山本紀彦
- 野々村真司（リバーフラッグ建設 元社長秘書） - 國本鍾建
- 西川（吉祥寺警察署 刑事） - 朝日奈こうや
- 久保良介（美佐子の夫・東西日報 元記者・5年前事故死） - 児玉貴志
- 久保良太（良介と美佐子の息子） - 芝本麟太郎（幼少期：髙橋來）
- リバーフラッグ建設 社長 - 児玉謙次
- 水田（吉祥寺運送 従業員・木下の上司） - 児玉頼信
- 鑑識 - 佐々木カオル
- 「岸権旅館」若女将 - 柳川なほ
- 東西日報 記者 - 八巻博史、日下有、遠山雄
- 警官 - 佐藤正浩
- 水商売風の女性 - 小泉みゆき 
- 高村絵里香（地元ミニコミ誌編集者） - 未來貴子

第14作「500円弁当と同じ味の高級料理!? カリスマシェフ連続殺人を愛妻レシピが解く」（2013年）
- 戸川麻衣（進次の妻・弁当屋・旧姓「奥村」） - 中山忍（幼少期：高嶋琴羽）
- 岡崎梨緒（グルメリポーター） - 中島ひろ子
- 戸川亜里沙（進一郎の後妻） - 北原佐和子
- 戸川進次（フレンチレストレン「シェ・トガワ」チーフシェフ） - 河相我聞（幼少期：吉田騎士）
- 松沢順平（経営コンサルタント） - 堀内正美
- 西条哲也（弁護士） - 増沢望（少年期：田中理勇）
- 戸川進一郎（フレンチレストレン「シェ・トガワ」オーナー） - 佐々木勝彦
- 鈴木学（梨緒のマネージャー） - 二反田雅澄
- 白柳（茅野警察署 刑事） - 渡辺瞳
- 「横谷温泉旅館」女将 - 上原恵子
- ホテルのフロント - 依田厳城
- 登山客 - 小池真吾
- ホテルの仲居 - 加藤桃子
- 猪巻清二（蕎麦屋の店員） - 稲葉年哉
- ボヤ通報者 - 金沢まこと
- 佐伯美代子（「横谷温泉旅館」仲居） - 酒井和歌子

第15作「蕎麦を食べたら3億円!? 財産狙いの妻たちを襲うひまわり発火トリック!! 女の嘘を隠した心拍数の謎」（2014年）
- 滝口夏美（明久の妻・岩村成城葬儀社 社員） - 酒井美紀（幼少期：加瀬ひなた）
- 滝口千賀（信夫の長女で明久の姉） - 大路恵美
- 岩村健一郎（夏美の義父・岩村成城葬儀社 社長） - 深水三章
- 近藤朱里（仕出し料理店「三伊魚」店員） - 寺田千穂（幼少期：栗本有規）
- 滝口信夫（総合商社「滝口開発グループ」社長） - 河西健司
- 滝口悟朗（千賀の夫） - 村杉蝉之介
- 滝口明久（信夫の息子・外科医） - 岩永洋昭
- 田原義男（そば屋店主・故人） - 児玉貴志
- 菊枝（夏美の母・故人） - 柳下季里
- 道案内をしたお婆ちゃん - 小貫加恵
- 冒頭告別式の杉田貞造の喪主 - 佐藤智美
- 係官 - 竹内恵美
- 所轄刑事 - 福崎峻介
- 滝口道代（信夫の後妻・明久の実母） - 芦川よしみ

第16作「殺意のファンレターが暴いた美人ラジオDJの裏の顔!! レントゲンに写らない骨折の謎を玉子焼きが解く」（2015年）
- 田代いづみ（ラジオパーソナリティ・芸名「桑原いづみ」） - 石川梨華（幼少期：三本采香）
- 早乙女永美（ファッションコーディネーター・本名「永島美和」） - 秋本奈緒美
- 平沢明代（9年前 田代を刺殺 → 1カ月前 仮釈放） - 山下容莉枝
- 宮下博之（東京タウンラジオのディレクター） - 天宮良
- 田代健太郎（いづみの父・12年前 いづみを襲った直樹を投げ飛ばし殺害 → 3年後 刑期を終えて出所後刺殺） - 井上高志
- 鎌田卓（放送作家） - 松本実
- 横井武（「週刊スキャンダル」記者） - 小林正寛
- 小泉浩子（喜美江の親戚・三崎港通り食堂 店員） - 小柳友貴美
- 平沢直樹（明代の息子・12年前 後頭部を強打し死亡） - 小野寺拓海
- 市場の店主 - 岩田丸
- 夏目啓子（白水学院高等学校 テニス部顧問） - 星野光代
- 記者 - 栗原功平、竹内佳菜子、佐藤智宏
- 所轄刑事 - 柚原旬
- 鑑識 - 竹内和彦、谷沢龍馬
- ホテルマン - 古見太輔
- 杉山（所轄刑事） - 石河健
- 田代喜美江（いづみの母で健太郎の妻・三崎港通り食堂 店主） - 山本陽子

第17作「イケメン医師は女医に殺される!? エレベーターが嫌いな女の瞬間移動トリック」（2016年）
- 長澤結衣（ラインディール総合病院 外科医） - 平愛梨（幼少期：岩崎愛香）
- 小笠原毅（ラインディール総合病院 理事長） - 石丸謙二郎
- 北原香織（クラブ「ゴールドサファリ」ホステス） - 小沢真珠
- 片岡高史（ラインディール総合病院 外科医・結衣の婚約者） - 比留間由哲
- 長澤秀夫（結衣の父・ラインディール総合病院 元心臓外科医・15年前服毒自殺） - 新田純一
- 奥寺久美（ラインディール総合病院 看護師・片岡の親戚） - 中村綾
- 大泉夕子（ブティック店主） - 吉沢梨絵
- 森内（ラインディール総合病院 看護師） - 小川夏果
- カップル - 田中瑛祐、浦まゆ
- 鑑識 - 八巻博史
- 磯部（住民） - わかばかなめ
- ラインディール総合病院 患者 - 上杉二美
- 女性警察官 - 閑田舞美
- 刑事 - 松原大貴
- ホステス - 依田知絵美
- 15年前のラインディール総合病院 看護師 - 清野由樹子、宮﨑絢子
- 日高真（会社経営者・長澤家の知人） - 大和田獏
- 長澤紀子（結衣の母で秀夫の妻・熊谷まちの診療所 内科医） - 前田美波里

第18作「死を呼ぶレジ係コンテスト!! 優勝候補が審査員を殺害!? 急に白髪になるアレルギーと割れた卵の謎」（2016年）
- 木島美弥子（健太郎の母・「スーパーバックアップ」レジ係） - 清水美沙
- 木島健太郎（東京地方検察庁 新人検事） - 内野謙太（幼少期：川口和空）
- 高丸沙織（高丸不動産開発 副社長・陽介の妻） - 古村比呂
- 辻岡真里亜（テレビタレント） - 吉井怜
- 木島春香（健太郎の妻・「スーパーバックアップ」レジアルバイト） - 三津谷葉子
- 白崎徹（旅館「白崎楼」元経営者・22年前 橋から転落死） - 中西良太
- 田滝瓜男（「スーパーバックアップ」店長） - 渋谷哲平
- 中井香白子（「白崎楼」仲居） - 原久美子
- 諏訪今日子（群馬県警水上温泉警察署 刑事） - 大寶智子
- 八木夕子（「ストライクスーパー」店員・全国レジ係コンテストの優勝者） - 大島蓉子
- 売馬久留代（「スーパーバックアップ」店員・美弥子の同僚） - 小柳友貴美
- レジ係コンテストの司会 - 岩田丸
- 谷川岳史（群馬県警水上温泉警察署 刑事） - 中山卓也
- アパート管理人 - 松本海希
- 美容院店員 - 長谷川かずき
- スナック店主 - わかばかなめ
- 女性係官 - 葵
- 安井（新人レジ係） - 中村樹里
- 鑑識 - 松原大貴
- スーパーの客 - 小野由樹子、松井友紀
- 白崎君枝（白崎の妻・「白崎楼」女将） - 左時枝
- 高丸陽介（高丸不動産開発 社長） - 羽場裕一

第19作「真夏の冷凍死体!? 温度差80℃の殺人トリックと鍋焼きうどんの謎」（2017年）
- 夏野美紗子（鍋焼うどん店「銀座うどん鍋の里」女将・理奈の養母） - 高橋ひとみ
- 池ノ上京子（新宿ウィークエンド出版「グルメウィークエンド」編集長） - 渡辺梓
- 夏野理奈（ファッションモデル） - 柳ゆり菜（8歳：吉澤梨里花）
- 飛江田信三（東京湾岸食品卸工場 冷凍倉庫管理担当者） - 佐伯新
- 湯鳥（警視庁銀座警察署 刑事） - 駒木根隆介
- 平野（警視庁銀座警察署 刑事） - 河相我聞
- 夏野征太（鍋焼うどん店「銀座うどん鍋の里」主人・美紗子の夫・理奈の養父） - 青島健介
- 星谷真輝（新宿ウィークエンド出版「グルメウィークエンド」記者） - 温
- 原口晶子（理奈の実母・美紗子の姉・15年前事故死） - わかばかなめ
- 女子大生 - 磯原杏華、小柳まいか
- 梶野修一（カメラマン） - 金山一彦

## スタッフ
- 脚本 - 奥村俊雄、栗本志津香、石原武龍、末安正子、小木曽豊斗、田中孝治、福田卓郎、吉田真侑子
- 音楽 - 大谷和夫
- 監督 - 鷹森立一（第1作 - 第5作）、津崎敏喜（第6作 - ）
- 技術協力 - 東通（第1作 - 第7作）、アップサイド（第8作 - ）
- ゼネラルプロデューサー - 関拓也（テレビ朝日 / 第19作）
- 現プロデューサー - 秋山貴人（テレビ朝日 / 第19作）、島田薫（東映 / 第8作 - ）、髙木敬太（東映 / 第19作）
- 旧プロデューサー
  - テレビ朝日 - 今木清志（第1作 - 第6作）、関拓也（第7作 - 第18作）
  - 東映 - 桑原秀郎（第1作 - 第7作）、榎本美華（第1作 - 第5作）、若松豪（第5作）、高野照子（第6作・第7作）
- 制作 - テレビ朝日、東映

## 放送日程
- 第3作はプロ野球中継延長のため、21時30分から23時21分までの放送。
- 第7作は「WBC東京ラウンド・日本×韓国」放送延長のため、22時20分から翌0時11分までの放送。
- 第8作は「'09 プロ野球日本シリーズ第1戦 札幌ドーム・日本ハム×巨人」中継放送延長のため、21時50分から23時41分までの放送。
- 第9作は「全英オープンゴルフ」放送のため、20時00分から21時51分までの放送。
- 第12作は21時00分から23時06分までの拡大放送。
- 第14作は「'13 プロ野球日本シリーズ・第1戦」「楽天対巨人」戦の中継延長の為70分繰り下がり22時10分から翌0時16分までの放送。
- 第16作は2017年4月16日の『日曜ワイド』に、ミステリー傑作選として短縮版を再放送した。

| 話数 | 放送日         | サブタイトル                                                                                  | 脚本              | 監督     | 視聴率 |
| ---- | -------------- | --------------------------------------------------------------------------------------------- | ----------------- | -------- | ------ |
| 1    | 2003年05月24日 | 偽装心中殺人連鎖…!? 猫が暴いた犬吠崎完全犯罪トリック！                                        | 奥村俊雄          | 鷹森立一 | 19.5%  |
| 2    | 2004年09月25日 | 東京－伊豆稲取温泉 時間差13分の完全犯罪トリック！                                             | 奥村俊雄          | 鷹森立一 | 15.3%  |
| 3    | 2005年07月09日 | 娘を8年間奪われた母！                                                                         | 奥村俊雄          | 鷹森立一 | 12.8%  |
| 4    | 2006年01月14日 | 函館立待岬 北の殺人物語                                                                       | 奥村俊雄          | 鷹森立一 | 14.9%  |
| 5    | 11月11日       | 仙台〜松島殺意の旅                                                                            | 奥村俊雄          | 鷹森立一 | 12.2%  |
| 6    | 2008年01月12日 | 温かい死体！鬼怒川温泉殺人連鎖                                                                | 奥村俊雄          | 津崎敏喜 | 16.5%  |
| 7    | 2009年03月07日 | 生きたまま死後硬直!?“4回殺された男”                                                           | 奥村俊雄          | 津崎敏喜 | 12.9%  |
| 8    | 10月31日       | 空飛ぶ注射針トリック!? 犯人を透視する女の罠                                                   | 奥村俊雄          | 津崎敏喜 | 14.8%  |
| 9    | 2010年07月17日 | 那須温泉へ続く透明な血痕!?                                                                    | 奥村俊雄          | 津崎敏喜 | 08.8%  |
| 10   | 2011年02月12日 | 滝つぼに落ちたら結石が消えた!? 群馬四万温泉、持病が変わる殺人トリック                         | 奥村俊雄          | 津崎敏喜 | 14.8%  |
| 11   | 11月12日       | ご祝儀袋で殺人依頼!? 死体が歩いてアリバイを崩した!!                                           | 奥村俊雄          | 津崎敏喜 | 14.2%  |
| 12   | 2012年06月02日 | 白骨の女に4回殺された男!? 海と陸の時刻表トリックを紫色の砂浜が暴く!!                          | 奥村俊雄          | 津崎敏喜 | 14.5%  |
| 13   | 2013年03月09日 | 犯人が行列するロープウェイ!! 標高932m殺人トリック 赤いコートを着ると背中を日焼けする!?        | 奥村俊雄          | 津崎敏喜 | 15.4%  |
| 14   | 10月26日       | 500円弁当と同じ味の高級料理!? カリスマシェフ連続殺人を愛妻レシピが解く                        | 栗本志津香        | 津崎敏喜 | 13.6%  |
| 15   | 2014年05月24日 | 蕎麦を食べたら3億円!? 財産狙いの妻たちを襲うひまわり発火トリック!! 女の嘘を隠した心拍数の謎   | 石原武龍 末安正子 | 津崎敏喜 | 11.9%  |
| 16   | 2015年05月02日 | 殺意のファンレターが暴いた美人ラジオDJの裏の顔!! レントゲンに写らない骨折の謎を玉子焼きが解く | 小木曽豊斗        | 津崎敏喜 | 11.5%  |
| 17   | 2016年04月09日 | イケメン医師は女医に殺される!? エレベーターが嫌いな女の瞬間移動トリック                       | 田中孝治          | 津崎敏喜 | 10.4%  |
| 18   | 11月12日       | 死を呼ぶレジ係コンテスト!! 優勝候補が審査員を殺害!? 急に白髪になるアレルギーと割れた卵の謎    | 福田卓郎          | 津崎敏喜 | 11.0%  |
| 19   | 2017年09月03日 | 真夏の冷凍死体!? 温度差80℃の殺人トリックと鍋焼きうどんの謎                                    | 吉田真侑子        | 津崎敏喜 | -      |

- 視聴率はビデオリサーチ調べ、関東地区・世帯・リアルタイム。